# Ligament métacarpien palmaire
Les ligaments métacarpiens palmaires sont trois ligaments des articulations intermétacarpiennes.
Ils unissent deux métacarpiens voisins au niveau de la face palmaire de leur base.
Ils existent entre le deuxième et le troisième, entre le troisième et le quatrième et entre le quatrième et le cinquième métacarpien.